# Rivières-le-Bois
Rivières-le-Bois è un comune francese di 70 abitanti situato nel dipartimento dell'Alta Marna nella regione del Grand Est.

## Società

### Evoluzione demografica
Abitanti censiti